# Auxy, Loiret
Auxy là một xã trong tỉnh Loiret, vùng Centre-Val de Loire bắc trung bộ nước Pháp. Xã này nằm ở khu vực có độ cao từ 81-117 mét trên mực nước biển.